# Trupanea furcifera
Trupanea furcifera är en tvåvingeart som först beskrevs av Mario Bezzi 1924.  Trupanea furcifera ingår i släktet Trupanea och familjen borrflugor. Inga underarter finns listade i Catalogue of Life.